# Omplim Madrid

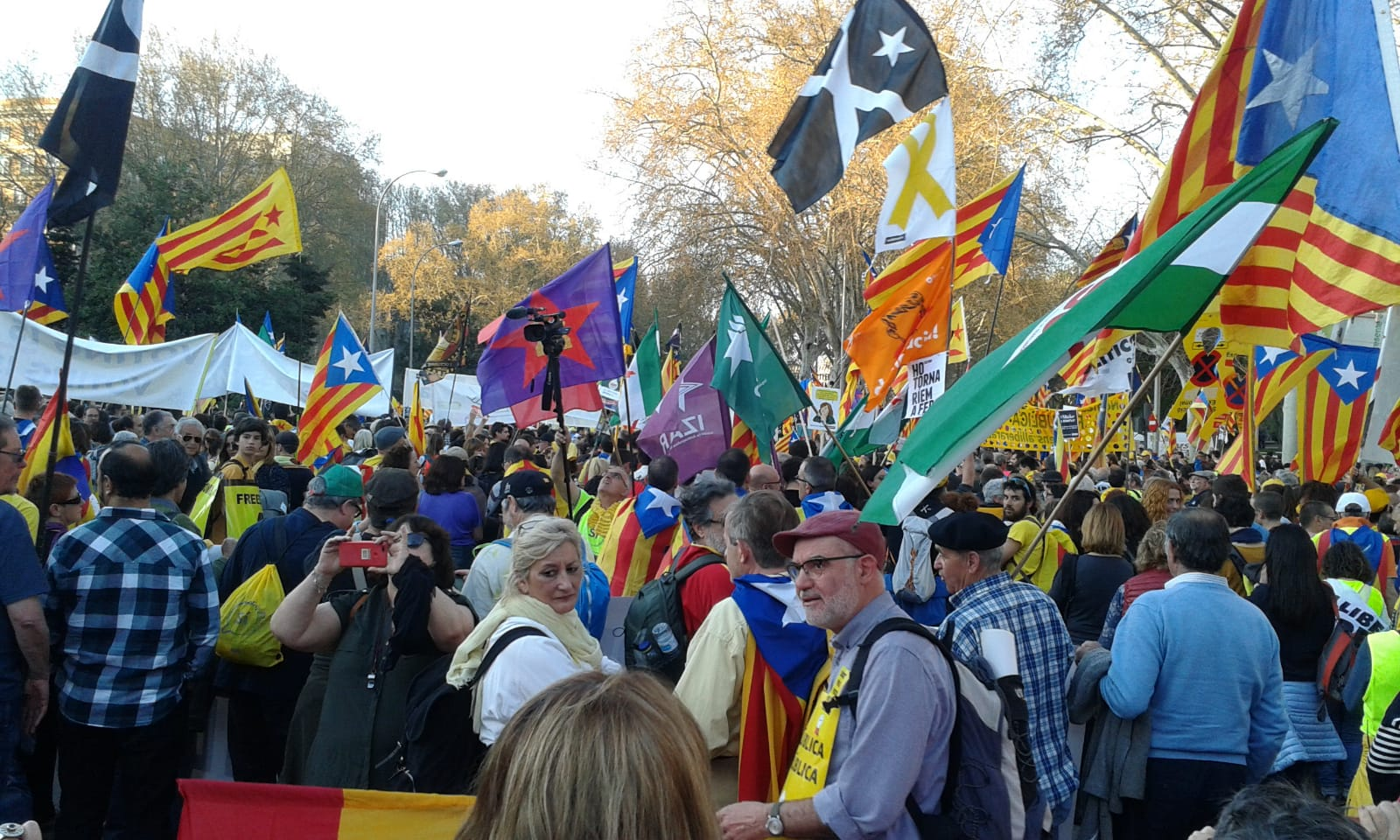

«Omplim Madrid» fou una iniciativa ciutadana promoguda a les xarxes socials per entitats sobiranistes, com l'Assemblea Nacional Catalana i Òmnium Cultural, consistent en una manifestació el 16 de març de 2019 a les 18:00 de la tarda a Madrid per reclamar el dret a decidir de Catalunya i l'alliberament dels presos polítics catalans que havien defensat la creació de la República Catalana, en el context del judici al procés independentista català. Els lemes de la manifestació van ser: «L'autodeterminació no és delicte» i «Democràcia és decidir». El recorregut de la manifestació, encapçalada pel president de la Generalitat de Catalunya, Quim Torra, el president del Parlament de Catalunya, Roger Torrent, i altres representants dels partits independentistes (Junts, ERC i CUP), va tenir lloc al llarg del passeig del Prado, entre les places d'Atocha i de Cibeles. La Policia Nacional Espanyola informà que la manifestació concentrà 18.000 persones, mentre que l'organització xifrà en 120.000 els assistents. Altres fonts, com el diari El País, parlaren de 55.000 persones.